# Fontana della Spinacorona

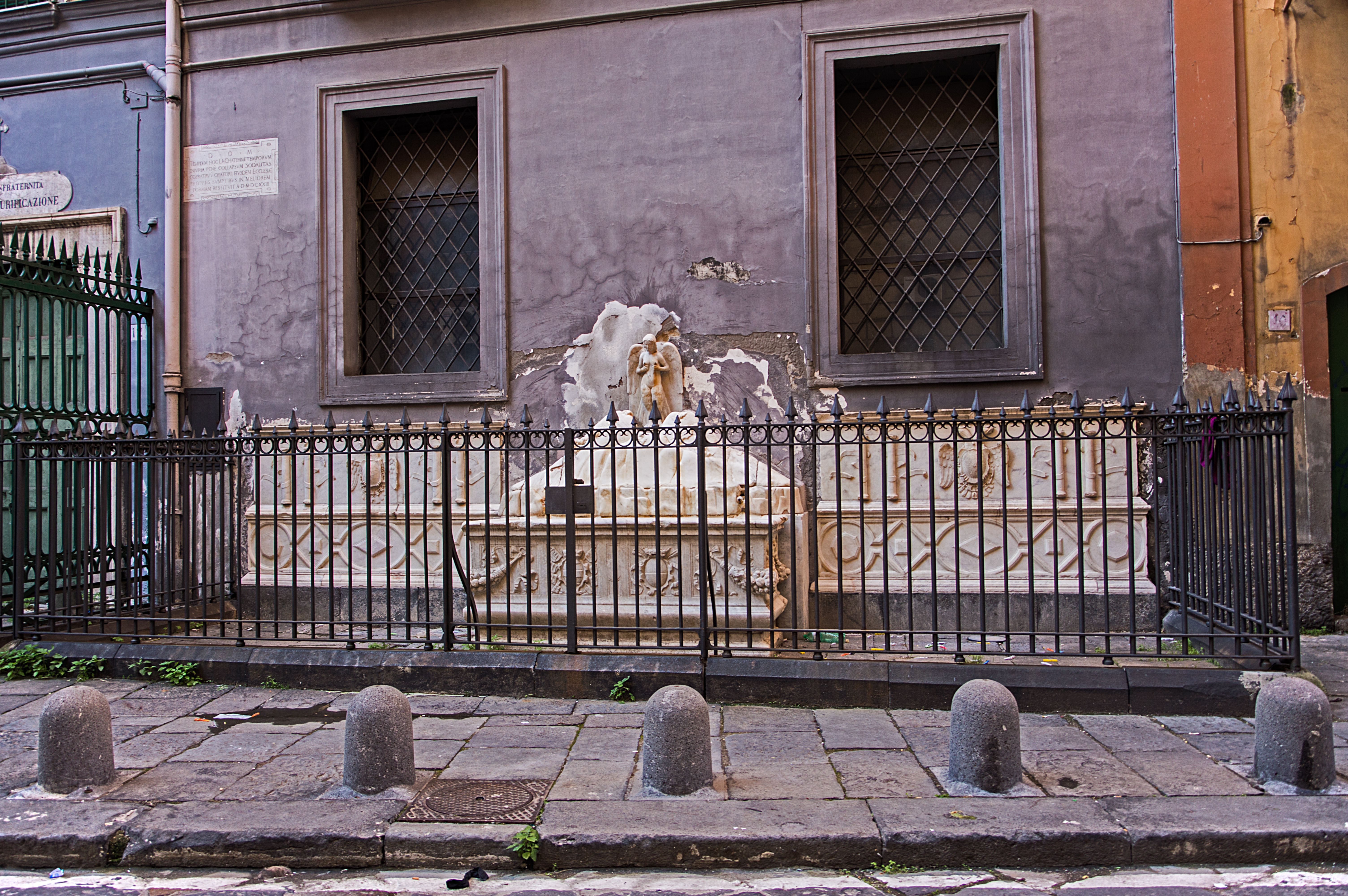
La fontana della Spinacorona

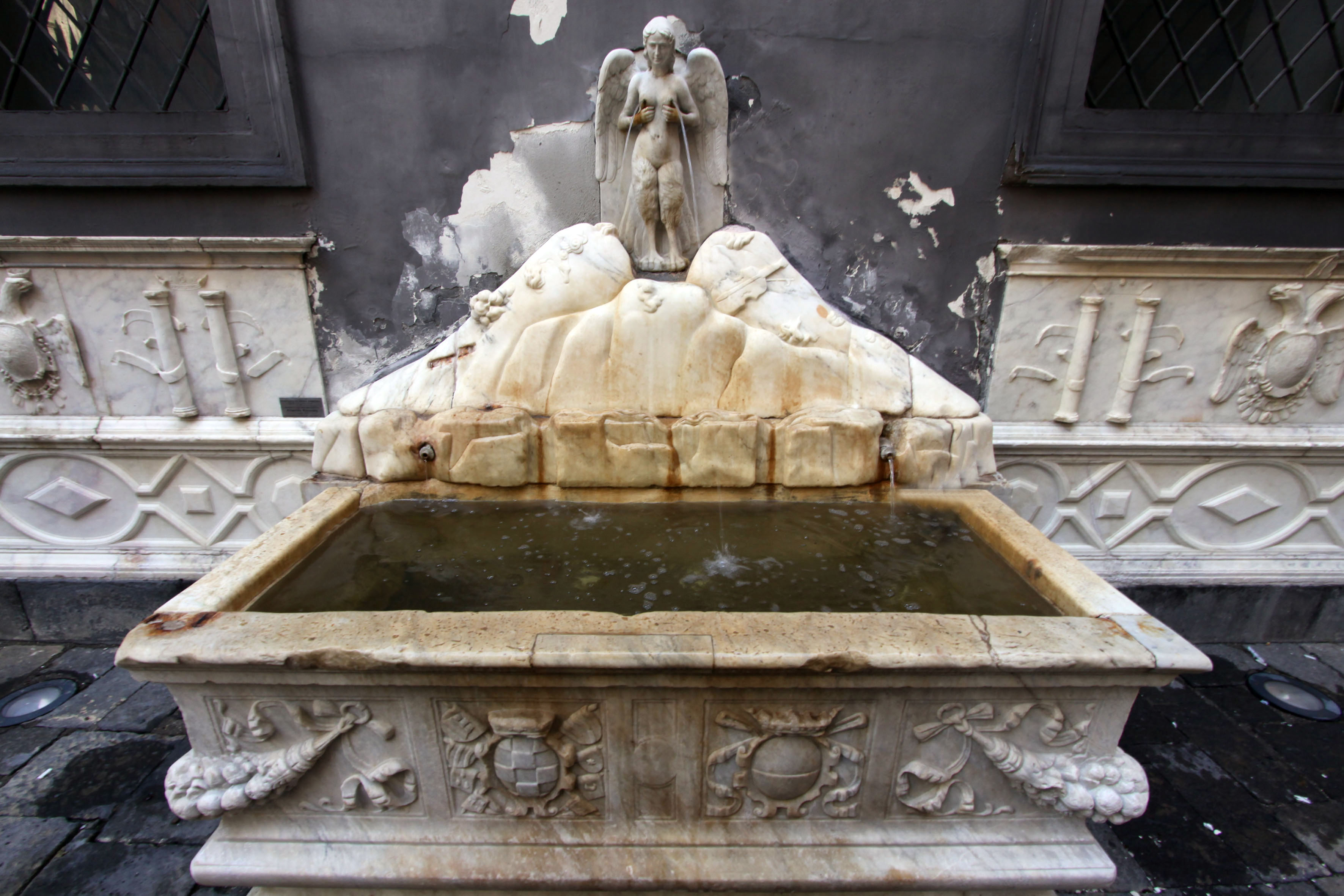
Particolare della fontana

La fontana della Spinacorona (detta "delle zizze") è una delle fontane di Napoli.
Addossata alla chiesa di Santa Caterina della Spina Corona, si erge nel centro antico, in Via Giuseppina Guacci Nobile (vicino a Piazza Nicola Amore).
Le sue origini sono incerte. La sua presenza è attestata per la prima volta in un documento del 1498 relativo alla distribuzione idrica in città: la Platea delle acque. Fu restaurata e modificata per volere del viceré don Pedro Álvarez de Toledo y Zúñiga su disegno di Giovanni da Nola nella prima metà del XVI secolo, come attestato dalla presenza dello stemma di Carlo V.
L'opera scultorea costituisce una testimonianza del passaggio dai gusti medievali alle prime forme e decorazioni barocche. 
Il soggetto principale è la sirena (icona mitologica di Napoli) che è in procinto di spegnere le fiamme del vulcano Vesuvio (non più integro) con l'acqua che le sgorga dai seni (il tutto è spiegato in una lapide di marmo con l'incisione Dum Vesevi Syrena Incendia Mulcet): la rappresentazione sta ad indicare che la bellezza di Napoli impedisca al Vesuvio di sommergerla nelle sue fiamme. L'originale statuetta della sirena dagli anni venti del XX secolo è custodita presso il Museo nazionale di San Martino, mentre come sua sostituta vi è una sua identica copia, riprodotta e scolpita da Achille D'Orsi. La ricca vasca rettangolare in marmo bianco è abbellita da altorilievi, ghirlande ed ulteriori stemmi del viceré. È coronata dalla raffigurazione del Vesuvio e dalla sirena Partenope.